# Association française de recherche sur l'histoire du cinéma
L'Association française de recherche sur l'histoire du cinéma (AFRHC) est une association régie par la loi de 1901. Elle a été créée en 1984 par Jean Antoine Gili, Jean-Pierre Jeancolas et Vincent Pinel.
Elle a pour objectif principal de « rassembler les historiens de cinéma et de se constituer en lieu d’échange permanent pour débattre et faire connaître les nouvelles recherches sur l’histoire du cinéma ».
L'AFRHC publie la revue 1895.
Elle soutient l'édition de travaux sur l'histoire du cinéma, organise des projections de films et des conférences. Elle participe en outre à l'édition de DVD de films rares ou restaurés.

## Présidents successifs
- Jean Mitry (1984-1988)
- Raymond Chirat (1988-1992)
- Jean-Pierre Jeancolas (1992-1996)
- Jean A. Gili (1996-2001)
- Michel Marie (2001-2004)
- Laurent Mannoni (2004-2005)
- Laurent Véray (2005-2010)
- Valérie Pozner (2010-2014)
- Valérie Vignaux (2014-2019)
- Dimitri Vezyroglou (2019-2023)
- Katalin Pór (2023-)